# Bundesstraße 314
De Bundesstraße 314 (afkorting: B 314) is een bundesstraße in de Duitse deelstaat Baden-Württemberg
De weg begint in Lauchringen, Epfenhofen, Blumberg en Hilzingen naar Singen. De  weg is ongeveer 61 kilometer lang.

## Routebeschrijving
De B314 begint in het oosten van Lauchringen op een kruising met de B 34 en loopt door het dal van de rivier de Wutach door  Wutöschingen, Stühlingen waar de B315 aansluit en de deelgemeente Weizen van Stühlingen hier verlaten we het Wutachdal en buigt de B315 noordwestwaarts af. Vervolgens loopt de B314 nog door Fützen en Epfenhofen naar het zuiden van het dorp Blumberg waar de B314 aansluit op de B27 en lopen ze samen tot voor het gehucht Kommingen, waar de B27 naar het zuiden afbuigt, vanaf hier loopt de B314 oosteaarts en koomt nog langs Kommingen, door Tengen en Hilzingen en kruist bij afrit Hitzingen de A81 om in het westen van Singen te eindigen op een kruising met de B34.
B2 · B2a · B2R · B3 · B4 · B4R · B8 · B10 · B11 · B12 · B13 · B13n · B14 · B15 · B15n · B16 · B17 · B18 · B19 · B20 · B21 · B22 · B23 · B25 · B26 · B26a · B27 · B28 · B28a · B29 · B30 · B31 · B31a · B32 · B33 · B33a · B34 · B35 · B36 · B37 · B38 · B38a · B39 · B44 · B45 · B47 · B85 · B89 · B131n · B173 · B276 · B278 · B279 · B285 · B286 · B287 · B289 · B290 · B291 · B292 · B293 · B294 · B295 · B296 · B297 · B298 · B299 · B300 · B301 · B302 · B303 · B304 · B305 · B306 · B307 · B308 · B309 · B310 · B311 · B312 · B313 · B314 · B315 · B316 · B317 · B318 · B319 · B340 · B378 · B388 · B415 · B425 · B426 · B462 · B463 · B464 · B465 · B466 · B467 · B468 · B469 · B470 · B471 · B472 · B491 · B492 · B500 · B505 · B512 · B523 · B532 · B533 · B535 · B588 · B999